# Synagoga v Lysé nad Labem
Bývalá synagoga stojí ve městě Lysá nad Labem v Poděbradově ulici jako čp. 116.
Budova byla přestavěna ze staršího domu v roce 1906 jako náhrada za starší modlitebnu, dnešní čp. 161. K bohoslužbám byla využívána do začátku druhé světové války, poté zde do roku 1943 byly kanceláře. Po odkoupení městem byl objekt přestavěn nejdříve na knihovnu, v roce 1948 pak k obytným účelům. K bydlení slouží dodnes, přičemž stavební prvky původní synagogy se nezachovaly.